# Stadion Miejski w Aleksandrowie Kujawskim
Stadion Miejski im. Zdzisława Kokowicza w Aleksandrowie Kujawskim – stadion w Aleksandrowie Kujawskim, w województwie kujawsko-pomorskim.